# Sara Hansson
Sara Hansson, född 10 mars 1986 i Alingsås, är en svensk serieskapare och illustratör. Hon arbetar ofta med serier och illustrationer ur ett feministiskt perspektiv. 2021 hade hennes teaterpjäs Tigern i magen premiär. Hansson är bosatt i Malmö.

## Biografi
Hansson producerade 2008 seriefanzinet Glitterfitta, tillsammans med seriekollegan Nanna Johansson. Året efter kom seriehäftet Den hemliga kroppen, utgiven som en av Seriefrämjandets Grafiska novelletter.
Den självbiografiska serieromanen Vi håller på med en viktig grej kom 2011. Historien, som handlar om att vara elva år och att bli ihop med sin bästis genom bådas dyrkan av Spice Girls, belönades med seriepriset Urhunden för bästa originalsvenska seriealbum.
2014 utkom hon med satirseriealbumet Torskarnas pride-parad. Serie- och enrutingssamlingen siktar i första hand in sig på liberalismens och kapitalismens makt över människors beteende.
Hennes serier har också publicerats i bland annat Arbetaren, Galago, Ottar och Bang. Hon var tidigare medlem i serietecknarnätverket Dotterbolaget.
Hansson arbetar sedan 2015 som lärare på Serieskolan i Malmö.
Sara Hansson medverkade åren 2010–2012 i SR P3:s humorprogram Tankesmedjan.
Våren 2021 hade teaterpjäsen Tigern i magen premiär på Barnens scen i Malmö. Den är producerad i samarbete med Helsingborgs stadsteater, där den ursprungliga premiären våren 2020 tvangs ställas in på grund av covid-19-pandemin. Historien – baserad på en saga av Sara Hansson – är skriven för barnskolebarn, och berättelsen handlar bland annat om likheter och olikheter.

### Serieböcker
- Den hemliga kroppen. Grafiska novelletter ; 1. Malmö: Seriefrämjandet i samarbete med Kolik. 2009. ISBN 9789185161669
- Vi håller på med en viktig grej. Stockholm: Ordfront Galago. 2011. ISBN 9789170375811
- Torskarnas pride-parad. Stockholm: Galago. 2014. ISBN 9789170378096

### Övrigt
- Hansson, Sara; Johansson Nanna (2008). Glitterfitta (seriefanzin)
- De 8 härskarteknikerna. Stockholm: Roks. 2014. Libris 18589972 (illustrationer)
- Hanse, John; Boltes Sanna Ahlqvist, Stenström Oskar, Norin Elin (2022). Tigern i magen. Helsingborg: Helsingborgs stadsteater. Libris dvx1h5kgbb742d5g (teaterpjäs)